# Saturn Award de la meilleure actrice de télévision

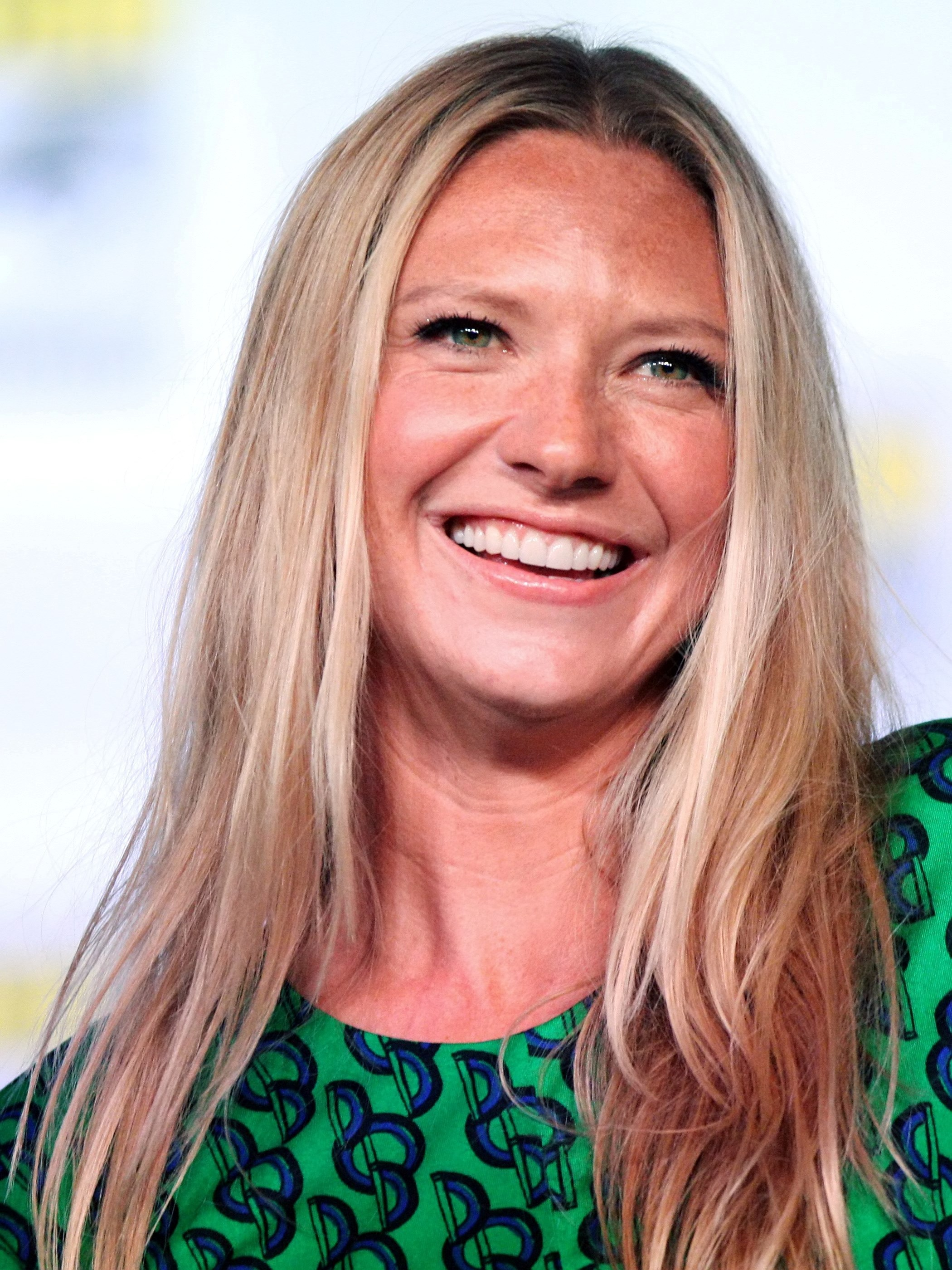
Anna Torv a été récompensée quatre fois, plus que toute autre actrice.

Le Saturn Award de la meilleure actrice de télévision (Saturn Award for Best Actress on Television) est une récompense télévisuelle décernée chaque année depuis 1997 par l'Académie des films de science-fiction, fantastique et horreur (Academy of Science Fiction Fantasy & Horror Films) pour récompenser la meilleure actrice dans une série de science-fiction, fantastique ou d'horreur.

## Palmarès
Note : L'année indiquée est celle de la cérémonie, récompensant les séries diffusées au cours de l'année précédente. Les lauréates sont indiquées en tête de chaque catégorie et en caractères gras. Les titres originaux sont précisés entre parenthèses, sauf s'ils correspondent au titre en français.

### Années 1990
- 1997 : Gillian Anderson pour X-Files : Aux frontières du réel
  - Claudia Christian pour Babylon 5
  - Melissa Joan Hart pour Sabrina, l'apprentie sorcière
  - Lucy Lawless pour Xena, la guerrière
  - Helen Shaver pour Poltergeist : Les Aventuriers du surnaturel
  - Megan Ward pour Dark Skies : L'Impossible Vérité
- 1998 : Kate Mulgrew pour Star Trek: Voyager
  - Gillian Anderson pour X-Files : Aux frontières du réel
  - Sarah Michelle Gellar pour Buffy contre les vampires
  - Jeri Ryan pour Star Trek: Voyager
  - Ally Walker pour Profiler
  - Peta Wilson pour La Femme Nikita
- 1999 : Sarah Michelle Gellar pour Buffy contre les vampires
  - Gillian Anderson pour X-Files : Aux frontières du réel
  - Claudia Christian pour Babylon 5
  - Shannen Doherty pour Charmed
  - Kate Mulgrew pour Star Trek: Voyager
  - Jeri Ryan pour Star Trek: Voyager

### Années 2000
- 2000 : Margaret Colin pour Un agent très secret
  - Gillian Anderson pour X-Files : Aux frontières du réel
  - Claudia Black pour Farscape
  - Shannen Doherty pour Charmed
  - Sarah Michelle Gellar pour Buffy contre les vampires
  - Kate Mulgrew pour Star Trek: Voyager
- 2001 : Jessica Alba pour Dark Angel
  - Charisma Carpenter pour Angel
  - Sarah Michelle Gellar pour Buffy contre les vampires
  - Claudia Black pour Farscape
  - Kate Mulgrew pour Star Trek: Voyager
  - Gillian Anderson pour X-Files : Aux frontières du réel
- 2002 : Yancy Butler pour Witchblade
  - Sarah Michelle Gellar pour Buffy contre les vampires
  - Jessica Alba pour Dark Angel
  - Claudia Black pour Farscape
  - Kristin Kreuk pour Kristin Kreuk
  - Gillian Anderson pour X-Files : Aux frontières du réel
- 2003 : Jennifer Garner pour Alias
  - Charisma Carpenter pour Angel
  - Sarah Michelle Gellar pour Buffy contre les vampires
  - Claudia Black pour Farscape
  - Kristin Kreuk pour Smallville
  - Emily Bergl pour Disparition
- 2004 : Amber Tamblyn pour Le Monde de Joan
  - Jennifer Garner pour Alias
  - Sarah Michelle Gellar pour Buffy contre les vampires
  - Ellen Muth pour Dead Like Me
  - Kristin Kreuk pour Smallville
  - Eliza Dushku pour Tru Calling : Compte à rebours
- 2005 : Claudia Black pour Farscape : Guerre pacificatrice
  - Jennifer Garner pour Alias
  - Amber Tamblyn pour Le Monde de Joan
  - Evangeline Lilly pour Lost : Les Disparus
  - Kristen Bell pour Veronica Mars
  - Anne Heche pour Les Fantômes de l'amour
- 2006 : Kristen Bell pour Veronica Mars
  - Jennifer Garner pour Alias
  - Jennifer Love Hewitt pour Ghost Whisperer
  - Evangeline Lilly pour Lost : Les Disparus
  - Patricia Arquette pour Médium
  - Kristin Kreuk pour Smallville
- 2007 : Jennifer Love Hewitt pour Ghost Whisperer
  - Katee Sackhoff pour Battlestar Galactica
  - Kyra Sedgwick pour The Closer : L.A. enquêtes prioritaires
  - Evangeline Lilly pour Lost : Les Disparus
  - Patricia Arquette pour Médium
  - Kristen Bell pour Veronica Mars
- 2008 : Jennifer Love Hewitt (2) pour Ghost Whisperer
  - Kyra Sedgwick pour The Closer : L.A. enquêtes prioritaires
  - Evangeline Lilly pour Lost : Les Disparus
  - Anna Friel pour Pushing Daisies
  - Holly Hunter pour Saving Grace
  - Lena Headey pour Terminator : Les Chroniques de Sarah Connor
- 2009 : Mary McDonnell pour Battlestar Galactica
  - Anna Torv pour Fringe
  - Jennifer Love Hewitt pour Ghost Whisperer
  - Evangeline Lilly pour Lost : Les Disparus
  - Lena Headey pour Terminator : Les Chroniques de Sarah Connor
  - Kyra Sedgwick pour The Closer : L.A. enquêtes prioritaires
  - Anna Paquin pour True Blood

### Années 2010
- 2010 : Anna Torv pour Fringe
  - Anna Gunn pour Breaking Bad
  - Jennifer Love Hewitt pour Ghost Whisperer
  - Evangeline Lilly pour Lost : Les Disparus
  - Kyra Sedgwick pour The Closer : L.A. enquêtes prioritaires
  - Anna Paquin pour True Blood
- 2011 : Anna Torv (2) pour Fringe
  - Anna Paquin pour True Blood
  - Kyra Sedgwick pour The Closer : L.A. enquêtes prioritaires
  - Sarah Wayne Callies pour The Walking Dead
  - Erica Durance pour Smallville
  - Elizabeth Mitchell pour V
- 2012 : Anna Torv (3) pour Fringe
  - Mireille Enos pour The Killing
  - Lena Headey pour Le Trône de fer
  - Jessica Lange pour American Horror Story
  - Eve Myles pour Torchwood : Le Jour du Miracle
  - Kyra Sedgwick pour The Closer : L.A. enquêtes prioritaires
- 2013 : Anna Torv (4) pour Fringe
  - Moon Bloodgood pour Falling Skies
  - Mireille Enos pour The Killing
  - Sarah Paulson pour American Horror Story: Asylum
  - Charlotte Riley pour Un monde sans fin
  - Tracy Spiridakos pour Revolution
- 2014 : Vera Farmiga pour le rôle de Norma Louise Bates dans Bates Motel
  - Jennifer Carpenter pour le rôle de Debra Morgan dans Dexter
  - Anna Gunn pour le rôle de Skyler White dans Breaking Bad
  - Jessica Lange pour le rôle de Fiona Goode dans American Horror Story: Coven
  - Rachel Nichols pour le rôle de Kiera Cameron dans Continuum
  - Keri Russell pour le rôle d'Elizabeth Jennings dans The Americans
- 2015 : Caitriona Balfe pour le rôle de Claire Fraser dans Outlander
  - Hayley Atwell pour le rôle de Peggy Carter dans Agent Carter (Marvel's Agent Carter)
  - Vera Farmiga pour le rôle de Norma Louise Bates dans Bates Motel
  - Jessica Lange pour le rôle d'Elsa Mars dans American Horror Story: Freak Show
  - Rachel Nichols pour le rôle de Kiera Cameron dans Continuum
  - Rebecca Romijn pour le rôle d'Eve Baird dans Flynn Carson et les Nouveaux Aventuriers (The Librarians)
- 2016 : Caitriona Balfe pour le rôle de Claire Fraser dans Outlander
  - Gillian Anderson pour le rôle de Dana Scully dans X-Files : Aux frontières du réel
  - Kim Dickens pour le rôle de Madison Clark dans Fear the Walking Dead
  - Krysten Ritter pour le rôle de Jessica Jones dans Jessica Jones (Marvel's Jessica Jones)
  - Melissa Benoist pour le rôle de Kara Danvers / Supergirl dans Supergirl
  - Rachel Nichols pour le rôle de Kiera Cameron dans Continuum
  - Rebecca Romijn pour le rôle d'Eve Baird dans Flynn Carson et les Nouveaux Aventuriers (The Librarians)
- 2017 : Melissa Benoist pour le rôle de Kara Danvers / Supergirl dans Supergirl
  - Caitriona Balfe pour le rôle de Claire Fraser dans Outlander
  - Kim Dickens pour le rôle de Madison Clark dans Fear the Walking Dead
  - Vera Farmiga pour le rôle de Norma Louise Bates dans Bates Motel
  - Lena Headey pour le rôle de Cersei Lannister dans Game of Thrones
  - Sarah Paulson pour le rôle d'Audrey Tindall / Shelby Miller / Lana Winters dans American Horror Story: Roanoke
  - Winona Ryder pour le rôle de Joyce Byers dans Stranger Things
- 2018 : Sonequa Martin-Green pour le rôle de Michael Burnham dans Star Trek: Discovery 
  - Gillian Anderson pour le rôle de Dana Scully dans X-Files
  - Caitriona Balfe pour le rôle de Claire Fraser dans Outlander
  - Melissa Benoist pour le rôle de Kara Danvers / Supergirl dans Supergirl
  - Lena Headey pour le rôle de Cersei Lannister dans Game of Thrones
  - Adrianne Palicki pour le rôle du Commandant Kelly Grayson dans The Orville
  - Sarah Paulson pour le rôle de Susan Atkins dans American Horror Story: Cult
  - Mary Elizabeth Winstead pour le rôle de Nikki Swango dans Fargo

| Meilleure actrice de télévision - 2019 : Emilia Clarke pour le rôle de Daenerys Targaryen dans Game of Thrones - Caitriona Balfe pour le rôle de Claire Fraser dans Outlander - Melissa Benoist pour le rôle de Kara Danvers / Supergirl dans Supergirl - Sandra Oh pour le rôle de Eve Polastri dans Killing Eve - Adrianne Palicki pour le rôle de Kelly Grayson dans The Orville - Candice Patton pour le rôle de Iris West dans Flash - Jodie Whittaker pour le rôle du Docteur dans Doctor Who | Meilleure actrice d'un programme en streaming - 2019 : Sonequa Martin-Green - Star Trek: Discovery : Michael Burnham - Carla Gugino - The Haunting : Olivia Crain - Elizabeth Lail - You : Guinevere Beck - Natasha Lyonne - Poupée russe : Nadia Vulvokov - Molly Parker - Perdus dans l'espace : Maureen Robinson - Krysten Ritter - Jessica Jones : Jessica Jones - Kiernan Shipka - Les Nouvelles Aventures de Sabrina : Sabrina Spellman |

### Années 2020
- 2021 : Caitriona Balfe pour le rôle de Claire Fraser dans Outlander
  - Melissa Benoist pour le rôle de Kara Danvers / Supergirl dans Supergirl
  - Regina King pour le rôle de Angela Abar / Sister Night dans Watchmen
  - Sonequa Martin-Green pour le rôle de Michael Burnham dans Star Trek: Discovery
  - Thandiwe Newton pour le rôle de Maeve Millay dans Westworld
  - Candice Patton dans le rôle d'Iris West-Allen dans Flash
  - Rhea Seehorn pour le rôle de Kim Wexler dans Better Call Saul

| Meilleure actrice de télévision - 2022 : Rhea Seehorn - Better Call Saul - Caitriona Balfe – Outlander - Kylie Bunbury - Big Sky - Courteney Cox – Shining Vale - Melanie Lynskey - Yellowjackets - Rose McIver – Ghosts - Elizabeth Tulloch - Superman et Loïs | Meilleure actrice d'un programme en streaming - 2022 : Ming-Na Wen - Le Livre de Boba Fett - Millie Bobby Brown – Stranger Things - Britt Lower - Severance - Erin Moriarty – The Boys - Elizabeth Olsen - WandaVision - Beth Riesgraf – Leverage: Redemption - Kate Siegel - Sermons de minuit |

- 2024 : Caitriona Balfe pour le rôle de Claire Fraser dans Outlander
- 2025 : Rosario Dawson – Ahsoka
  - Emma D'Arcy – House of the Dragon
  - Jodie Foster – Saison 4 de True Detective
  - Danai Gurira – The Walking Dead: The Ones Who Live
  - Kathryn Hahn – Agatha All Along
  - Melissa McBride – The Walking Dead: Daryl Dixon
  - Ella Purnell – Fallout